# Geometria

Geometria plana

La geometria (del grec γεωμετρία; γη = 'terra', μετρώ = 'mesurar') és la branca del coneixement que s'ocupa dels objectes o figures i de les seves relacions en l'espai, és a dir: distància, posició, superfície, volum, forma, desplaçament, projecció, representació, etc. Fou un dels dos camps de les matemàtiques clàssiques; l'altre camp n'és l'aritmètica o estudi dels nombres.

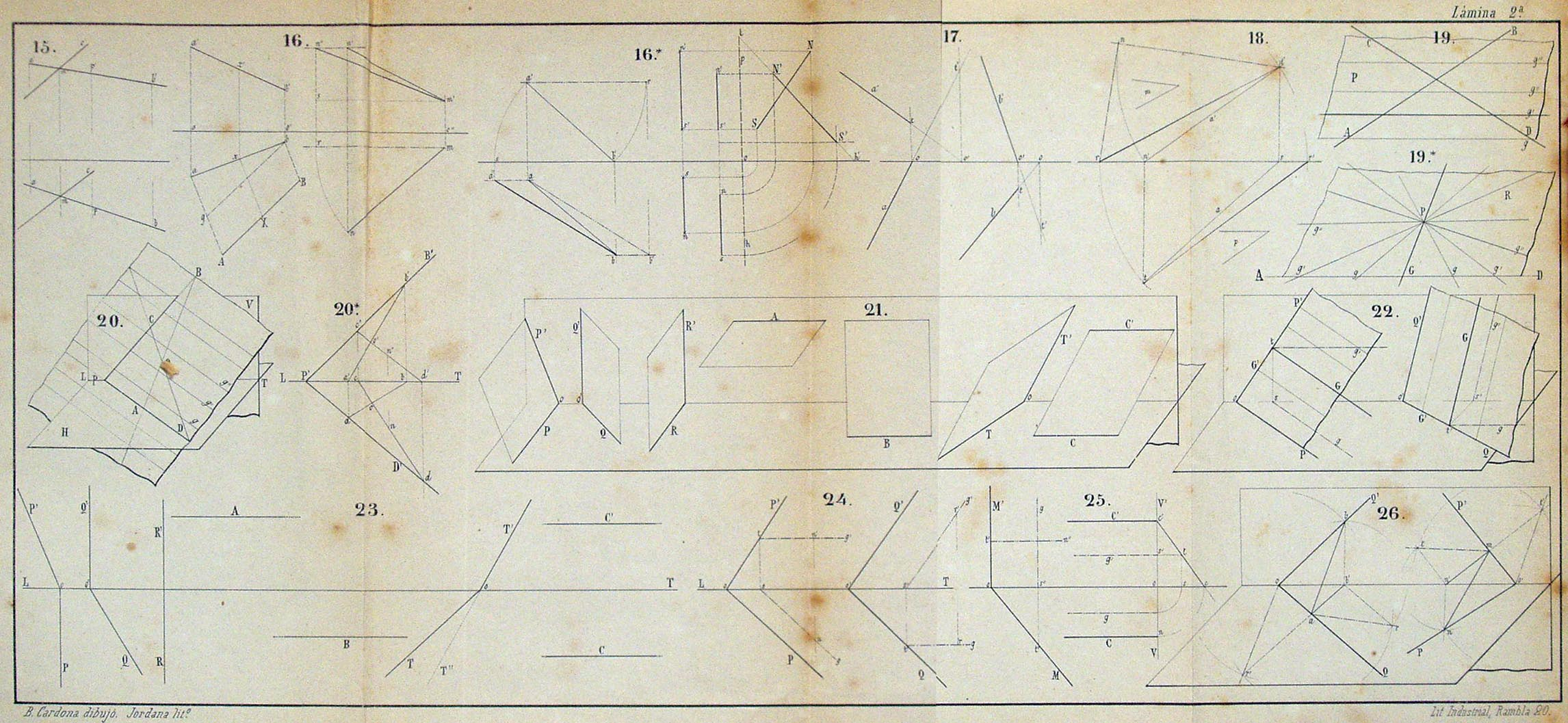
Geometria descriptiva. Làmina d'un tractat de geometria descriptiva del

A l'edat moderna, el filòsof René Descartes reformulà el concepte de coordenades cartesianes, que donà pas a la geometria analítica que va introduir els mètodes de càlcul algebraics en la geometria. Actualment, els conceptes geomètrics s'han generalitzat fins a assolir un elevat grau d'abstracció i complexitat, consegüentment podem parlar d'una "geometria tradicional" o "clàssica", que és la que tothom coneix, ja que s'ensenya a les escoles primàries. Les altres geometries, en general, són disciplines fonamentades, en part, en els conceptes en certa forma intuïtius de la geometria clàssica, a partir dels quals es formulen altres hipòtesis, es desenvolupen mètodes alternatius o s'estableixen vinculacions amb altres disciplines o matemàtiques.
La geometria clàssica s'ocupa de les figures i objectes que existeixen o podem imaginar, tant en el pla com en l'espai, així com de les seves principals relacions, aplicacions, extensions, etc., com són:
- La forma de les figures, la seva generació i paràmetres. Per exemple: la circumferència es defineix com una corba tancada i plana, els punts de la qual equidisten d'un punt anomenat centre.
- Les mesures sobre les figures com són la superfície, el volum o d'altres. Per exemple, el volum de l'esfera segons l'expressió: {\displaystyle {\text{Volum}}={\frac {4}{3}}\,\pi \,r^{3}}
- Les relacions entre les figures com: distància, proporcions, igualtat o semblança, punts mitjans, bisectriu, etc.
- Les operacions entre figures, o a partir de les figures com: paral·lelisme, perpendicularitat, simetria, homologia, unió, intersecció, etc.
- Les aplicacions a la resolució de problemes entre figures o a partir de les figures, com trobar tangents comunes a dues circumferències, trobar la projecció sobre un pla, etc.

Entre les aplicacions notables hi ha la resolució de triangles, en què a partir d'un costat i dos angles, dos costats i un angle o dels tres costats, es poden deduir els altres costats i angles. Aquesta aplicació és la base de la geodèsia i de la topografia.
La geometria clàssica és euclidiana, anomenada així en honor del matemàtic grec Euclides, que formulà el famós cinquè postulat o postulat d'Euclides, en el qual es basa aquesta ciència.

## Història de la geometria

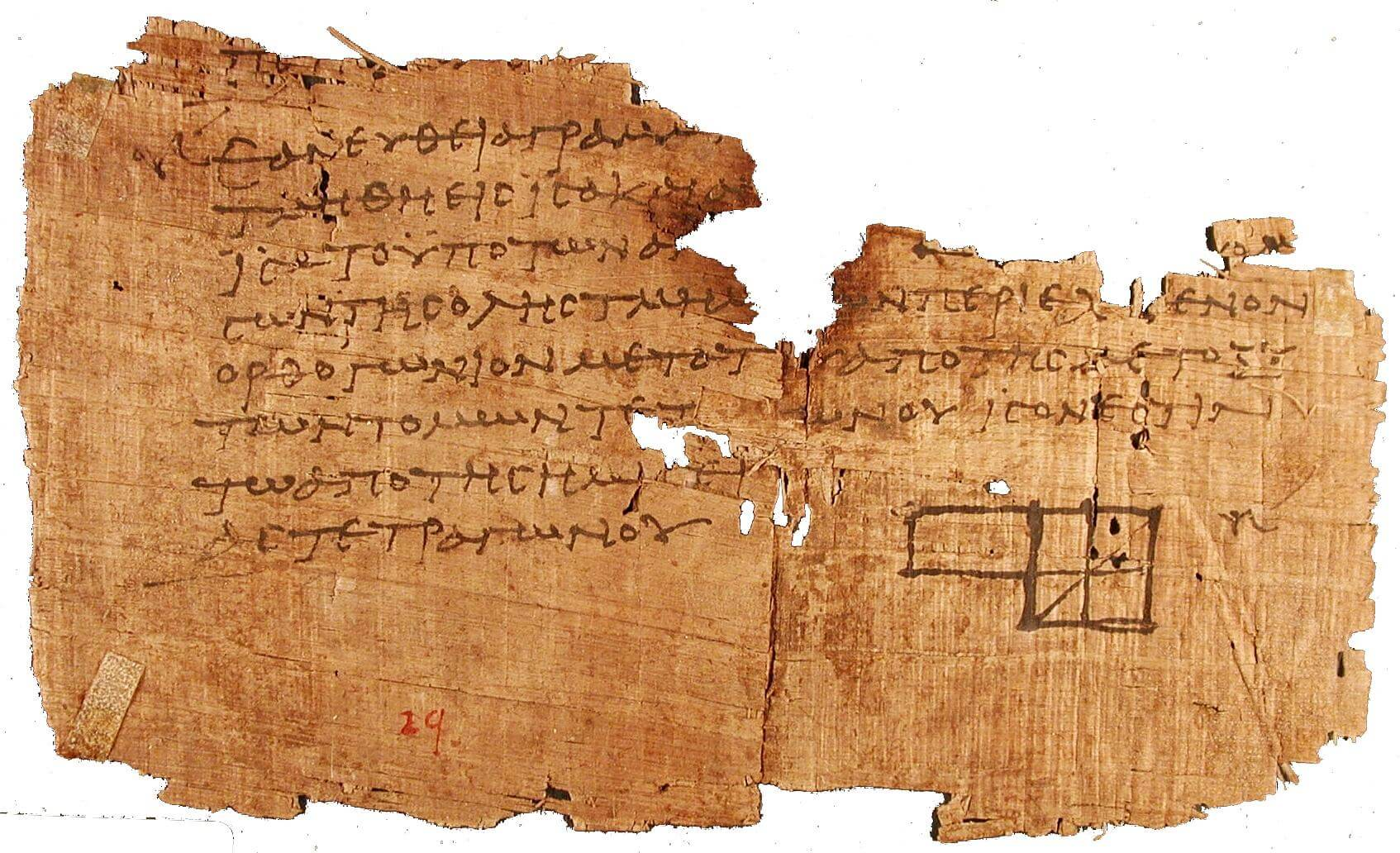
Papir d'Oxirrinc (P. Oxirrinc, I 29) que mostra fragments dels Elements d'Euclides

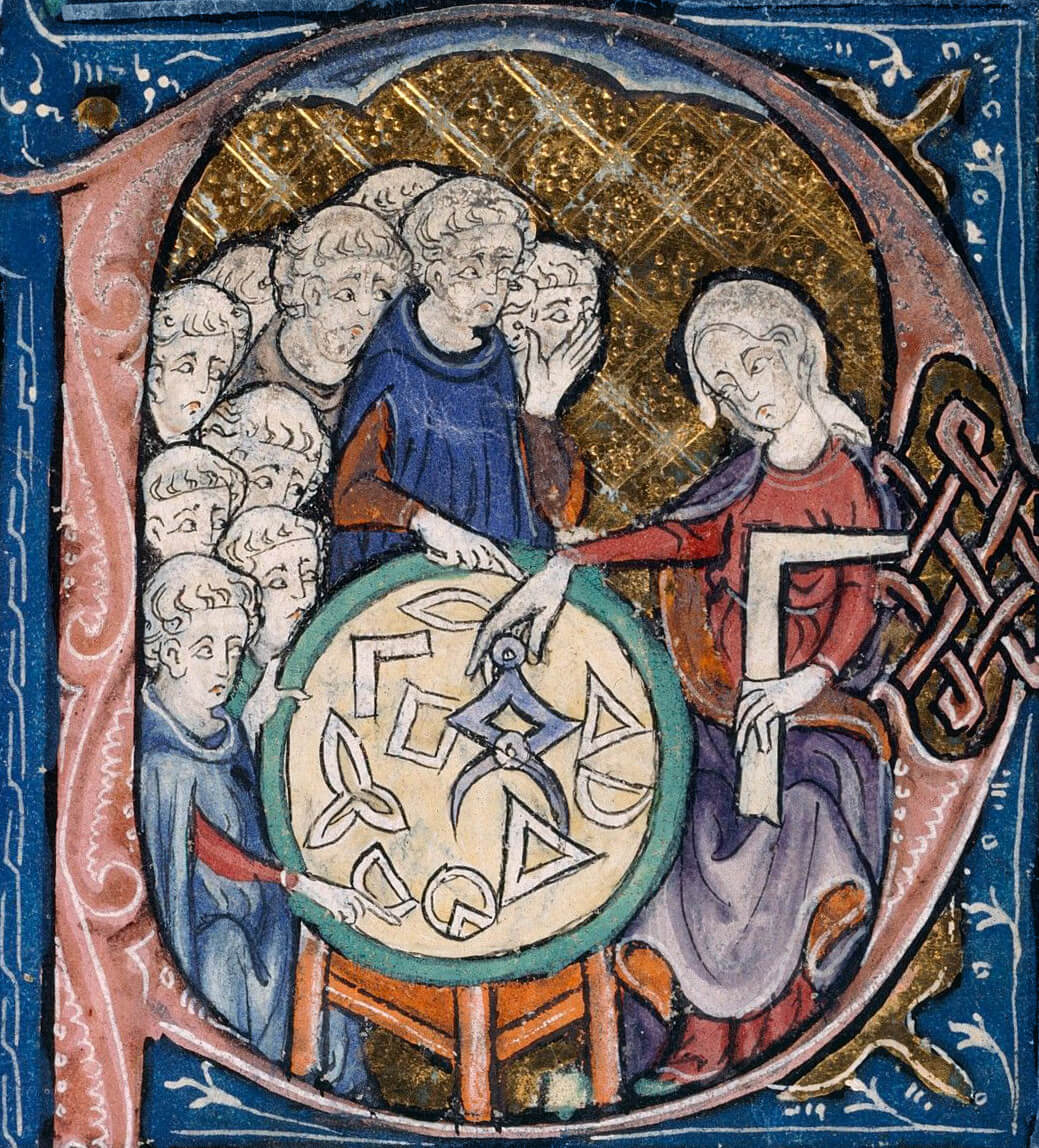
Una dona ensenyant geometria. Il·lustració al començament d'una traducció medieval dels Elements d'Euclides, (1310)

Geometria analítica plana. Sistema de coordenades cartesianes

### Antiguitat
Les nocions de geometria més antigues de les quals es té constància remunten a l'antiga Mesopotàmia, l'antic Egipte i a l'anomenada civilització de la vall de l'Indus, a partir del 3000 aC. La geometria primitiva era un recull de principis descoberts empíricament referits a llargades, angles, àrees i volums, que es van desenvolupar per obtenir-ne un ús pràctic en agrimensura, construcció, astronomia i diverses aplicacions artesanes. Els primers texts coneguts sobre geometria són els papirs egipcis de Rhind i de Moscou, així com les tauletes d'argila babilòniques i el Shulba Sutras indi, mentre que els xinesos tenien els treballs de Mozi, Zhang Heng i Els nou capítols de les arts matemàtiques (九章算术) de Liu Hui.

### Grècia clàssica
Els Elements d'Euclides (c. 300 aC) és un dels texts antics més importants sobre geometria, ja que a partir d'aquí es presenta la geometria d'una manera axiomàtica ideal; aquesta geometria és la que es coneix com a geometria euclidiana. Aquest tractat, en contra del que de vegades es creu, no és un compendi de tot el que els matemàtics grecs sabien sobre geometria en aquella època, sinó que és una introducció elemental a la geometria. El mateix Euclides va escriure vuit llibres més avançats sobre geometria. Es tenen referències que els llibres d'Euclides no van ser els primers llibres de text elementals sobre geometria, però els altres no es varen fer servir i s'han perdut.

### Edat mitjana
A l'edat mitjana, els matemàtics del món islàmic van contribuir de manera decisiva al desenvolupament de la geometria, en especial de la geometria algebraica i de l'àlgebra geomètrica. Al-Mahaní (n. 853) va concebre la idea de reduir problemes geomètrics, com duplicar el cub, a problemes d'àlgebra. Thàbit ibn Qurra (en llatí conegut com a Thebit) (836-901) va tractar amb operacions aritmètiques aplicades a proporcions de quantitats geomètriques, i va contribuir al desenvolupament de la geometria analítica. Omar Khayyam (1048-1131) va trobar solucions geomètriques a equacions cúbiques, i els seus estudis extensius sobre el postulat de les paral·leles van contribuir al desenvolupament de la geometria no euclidiana. Els teoremes d'Ibn al-Hàytham (Alhazen), Omar Khayyam i Nassir-ad-Din at-Tussí sobre quadrilàters, incloent-hi el quadrilàter de Lambert i el quadrilàter de Saccheri, van ser els primers teoremes sobre geometria el·líptica i geometria hiperbòlica, i conjuntament amb els seus postulats alternatius, com l'axioma de Playfair, aquests treballs van tenir una influència considerable sobre el desenvolupament de la geometria no euclidiana entre geòmetres europeus posteriors, entre ells Witelo, Levi ben Gerson, Alfonso, John Wallis, i Giovanni Girolamo Saccheri.

### Renaixement
A començaments del segle xvii, es van produir dos desenvolupaments importants en geometria. El primer, i més important, va ser la creació de la geometria analítica, o geometria amb coordenades i equacions, per part de René Descartes (1596-1650) i Pierre de Fermat (1601-1665). Això és un precursor necessari per al desenvolupament del càlcul infinitesimal i per fer de la física una ciència quantitativa i precisa. El segon desenvolupament geomètric d'aquest període va ser l'estudi sistemàtic de la geometria projectiva per part de Girard Desargues (1591-1661). La geometria projectiva és l'estudi de geometria sense mesures, només l'estudi de com s'alineen els punts entre si.

### Època moderna
Dos desenvolupaments en geometria al segle xix van canviar la manera en què s'havia estudiat prèviament. Aquests van ser el descobriment de geometries no euclidianes per Lobachevsky, Bolyai i Gauss i el de la formulació de la simetria com la consideració central del programa d'Erlangen de Felix Klein (que generalitzava les geometries euclidianes i no euclidianes). Dos dels geòmetres principals del temps van ser Bernhard Riemann, que va treballar principalment amb eines d'anàlisi matemàtica i va presentar la superfície de Riemann, i Henri Poincaré, el fundador de la topologia algebraica i la teoria geomètrica dels sistemes dinàmics.
Com a conseqüència d'aquests canvis essencials en la concepció de la geometria, el concepte d'espai es va convertir en una cosa més rica i variada, i la base natural per a teories tan diferents com l'anàlisi complexa i la mecànica clàssica. El tipus tradicional de geometria s'identificava amb espais homogenis, aquells espais que tenen prou simetria, de manera que tinguin el mateix aspecte des de qualsevol punt.

## Classes de geometria

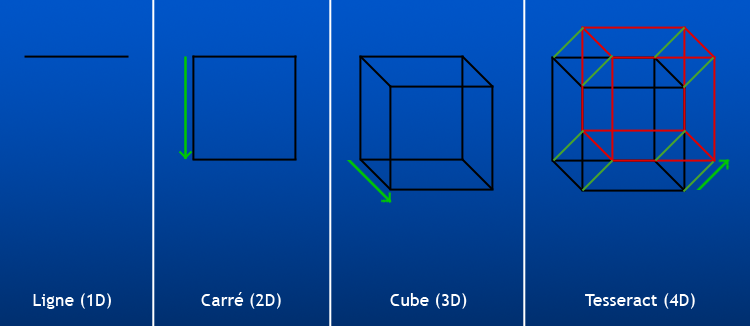
Geometria d'ena dimensions. El Tesseractis o hipercub de quatre dimensions

Les disciplines matemàtiques que tracten temes geomètrics es poden classificar seguint diversos criteris:
- En funció del tipus d'espai que s'estudia: la geometria euclidiana, que estudia l'espai usual amb les nocions de distància i d'angle. La geometria afí, que estudia els punts i les rectes però sense les nocions de distàncies i angles. La geometria projectiva, que afegeix als espais de la geometria afí punts a l'infinit. La geometria no euclidiana, que és una variació de la geometria euclidiana, que comprén la geometria hiperbòlica, el·líptica i esfèrica. Aquestes geometries es poden generalitzar, principalment, augmentant la dimensió de l'espai.

- En funció de la manera en què s'estudia o axiomatitza la geometria: la geometria sintètica, que parteix d'axiomes i dedueix teoremes seguint les regles de la lògica. La geometria analítica, que fa servir sistemes de coordenades per a establir una correlació entra els punts de l'espai i ternes de nombres reals. L'àlgebra lineal, que generalitza la geometria analítica substituint les coordenades per espais vectorials. El programa d'Erlangen, que fa servir les nocions de grup i acció de grup.

També hi ha altres branques de les matemàtiques que fan servir les figures que procedeixen dels espais euclidians, però que estudien espais que no són necessàriament espais euclidians: la topologia, la geometria diferencial, la geometria algebraica i la geometria no commutativa.

### Classificació en funció del tipus d'espai
Per a Henri Poincaré, l'espai geomètric té les propietats següents:
1. És continu.
2. És infinit.
3. Té tres dimensions.
4. És homogeni, és a dir, que tots els seus punts són idèntics entre si.
5. És isòtrop, és a dir, que totes les línies que passen per un mateix punt són idèntiques entre si.

Les geometries euclidiana i no euclidiana corresponen a aquesta definició stricto sensu de l'espai. Construir aquesta geometria consisteix a enunciar les regles de manipulació dels quatre objectes fonamentals: el punt, la línia, el pla i l'espai.
Una manera de generalitzar aquest espai és augmentant el nombre de dimensions.

#### Geometria euclidiana
La geometria euclidiana estudia els espais on es compleixen els cinc postulats d'Euclides:
1. Dos punts diferents es poden unir per una recta.
2. Un segment rectilini pot ser allargat indefinidament mitjançant una recta.
3. Donats un segment rectilini i un punt qualssevol, existeix una circumferència de centre aquest punt i radi el segment donat.
4. Tots els angles rectes són iguals.
5. Si dues rectes intersequen amb una tercera de manera que la suma dels angles interiors a un costat és menor de dos angles rectes, llavors les dues rectes inevitablement es tallen en el mateix costat si s'allarguen suficientment.

L'estudi de la geometria euclidiana normalment comença per l'estudi de les figures en el pla (un espai de dues dimensions) i després s'estén a l'estudi de l'espai de tres dimensions. Per representar en un pla els objectes de tres dimensions es fa servir la geometria descriptiva.
- Geometria plana: és la part de la geometria clàssica que s'ocupa de les figures en el pla. Els elements físics plans, és a dir, amb una dimensió reduïda enfront de les altres dos, com per exemple: una paret o un paviment, una pàgina d'un llibre o el full d'un bloc, etc., constitueixen el suport de l'espai de dues dimensions on es desenvolupa aquesta geometria.
- Geometria de l'espai: és la part de la geometria clàssica que s'ocupa de les figures en l'espai de tres dimensions, és a dir, l'espai físic del qual en tenim una experiència intuïtiva directa.
- Geometria descriptiva: és una aplicació de la geometria clàssica que té per objecte representar sobre un o més plans, les figures de l'espai. Va néixer per satisfer la necessitat de representar sobre un full de paper (o qualsevol suport bidimensional) els plànols o dibuixos dels projectes dels edificis o les obres públiques així com els ginys, les màquines, etc., els quals són objectes de tres dimensions. Els mètodes de la geometria descriptiva permeten, a partir dels plànols, deduir i, per tant, construir amb seguretat allò que s'ha dibuixat, amb la seva forma, mesures i totes les relacions geomètriques per complexes que siguin.

#### Geometria afí
En la geometria afí no es consideren ni el tercer ni el quart postulats d'Euclides. Els seus resultats són vàlids en els espais de la geometria euclidiana, però també, per exemple en l'espai de Minkowski.
La geometria afí estudia les propietats geomètriques que es mantenen inalterades per les transformacions afins, és a dir, per les transformacions lineals i les translacions. No es poden mesurar angles ni comparar distàncies sobre rectes que tinguin direccions diferents.

#### Geometria projectiva
La geometria projectiva estudia les nocions intuïtives de "perspectiva" i d'"horitzó". Analitza les propietats de les figures invariants per projecció. L'espai sobre el qual treballa la geometria projectiva és l'espai projectiu. Intuïtivament respon a la idea d'un espai afí completat amb l'afegit d'un hiperplà que representa els punts situats a l'infinit, és a dir, allà on es tallen les rectes paral·leles.

#### Geometria no euclidiana
Geometries no euclidianes: a partir del segle xix, alguns matemàtics neguen el cinquè postulat d'Euclides i parteixen del fet que hi ha més d'una recta paral·lela que passi per un punt exterior d'una recta. Això permeté formular una sèrie de conceptes geomètrics coherents en què, per exemple, la suma dels angles d'un triangle és menor que l'arc de la semicircumferència (180°). Aquestes teories tan sorprenents van modificar molt la comprensió del paper de les matemàtiques, en postular la geometria com un esquema formal sense referència immediata en l'espai físic. Les geometries hiperbòlica (amb dues paral·leles) o l'el·líptica (sense paral·leles) foren antecedents d'aquestes formulacions.

#### Generalització
Geometria n-dimensional: el concepte d'espai d'ena dimensions neix en aplicar la correspondencia entre l'àlgebra i la geometria, pròpia de la geometria analítica, a les equacions algebraiques de més de tres variables, la qual cosa, per analogia conceptual, implica un espai de tantes dimensions com variables té l'equació estudiada. La part científica d'aquesta disciplina va des de la geometria de quatre dimensions que fonamenta la teoria de la relativitat, fins a la teoria de cordes amb les seves onze o vint-i-tres dimensions, i es contraposa a una variant més lúdica que s'ha desenvolupat àmpliament en la literatura, els còmics i el cinema de ciència-ficció.

### Classificació en funció de les tècniques emprades

#### Geometria sintètica
La geometria sintètica o geometria pura es basa en l'enfocament axiomàtic de la geometria en oposició a la geometria analítica. Parteix dels axiomes i dedueix els teoremes emprant les regles de la lògica; refusa sistemàticament de fer servir les propietats analítiques de les figures i fer servir les coordenades.

#### Geometria analítica
La geometria analítica és la part de les matemàtiques que fa ús de l'àlgebra per a descriure i estudiar les figures geomètriques i les seves relacions. La geometria analítica es basa en la correspondència biunívoca que es pot establir entre el conjunt de nombres reals i el conjunt de punts d'una recta. Consegüentment, dues o tres rectes perpendiculars representen els eixos d'un sistema de coordenades cartesianes al pla o a l'espai de tres dimensions respectivament. Les equacions algebraiques de dues o tres variables representen corbes planes (p. ex: l'el·lipse) o l'espai (corbes de tres dimensions com l'hèlix o figures tridimensionals com el cilindre o el paraboloide hiperbòlic).

#### Àlgebra lineal
L'àlgebra lineal fa servir els espais vectorials per a modelitzar l'espai. Els espais vectorials provenen de la geometria afí, mitjançant la introducció de sistemes de coordenades en l'espai pla o tridimensional.
Els espais vectorials sense estructura addicional (sense norma o mòdul) no permeten mesurar angles. D'alguna manera, l'àlgebra lineal és a la geometria afí allò que la geometria analítica és a la geometria euclidiana.

#### Programa d'Erlangen
El batibull generat per la irrupció de les geometries no euclidianes fou aclarit l'any 1872 pel matemàtic F. C. Klein en el programa d'Erlangen, segons el qual, la geometria és la branca de la matemàtica que estudia els invariants i el conjunt de les transformacions que tenen lloc en l'espai base. Un grup és un conjunt en el qual hi ha definida una operació, és a dir, una aplicació en què a cada parell d'elements del conjunt li assigna altre element del conjunt (que serà el resultat d'operar els dos elements donats). Per exemple, l'operació de donar el punt mitjà consisteix a assignar a cada parell de punts el punt mitjà del segment que els uneix. Per successives especialitzacions del grup s'obté la geometria afí, la geometria mètrica i les no euclidianes: això fa que la geometria projectiva sigui considerada, avui dia, com la geometria bàsica.

### Branques de la matemàtica estretament relacionades amb la geometria
La topologia estudia les deformacions dels objectes de l'espai per deformacions contínues. Identifica els objectes que poden ser obtinguts els uns a partir dels altres per aquest tipus de transformacions i estudia les propietats de les classes d'objectes que en resulten.
La geometria diferencial i geometria algebraica tenen per objecte l'estudi de les corbes i superfícies definides per les equacions algebraiques. Aquestes geometries no s'ocupen tant de l'espai o el pla, que són el suport de la geometria analítica, com de les mateixes corbes considerades per si mateixes, en les quals cerquen els punts singulars (màxims, mínims o punts d'inflexió, etc.) i els invariants de les transformacions. La geometria algebraica, mitjançant el llenguatge espectral, permet obtenir una visió geomètrica dels problemes algèbrics.
La geometria no commutativa estudia les possibles interpretacions espacials de les estructures algebraiques que no compleixen la propietat commutativa.

## Àmbits de recerca rellevants en geometria

### Geometria riemanniana
La geometria riemanniana es pot veure com una extensió de la geometria euclidiana. El seu estudi es basa en les propietats geomètriques d'espais (varietats) que presenten una noció de vectors tangents, i que estan equipats amb una mètrica (mètrica riemanniana) que permet mesurar aquests vectors. Els primers exemples que se'n troben són les superfícies de l'espai euclidià de dimensió 3 les propietats mètriques de les quals van ser estudiades per Gauss en els anys 1820. El producte euclidià indueix una mètrica sobre la superfície estudiada per restricció en els diferents plans tangents. La definició intrínseca de mètrica va ser formalitzada en dimensions superiors per Riemann. La noció de transport paral·lel autoritza la comparació dels espais tangents en dos punts diferents de la varietat: permet transportar de manera coherent un vector al llarg d'una corba traçada sobre la varietat riemanniana. La curvatura d'una varietat riemanniana mesura per definició la dependència del transport paral·lel d'un punt a un altre respecte a la corba que els enllaça.
La mètrica dona lloc a la definició de la longitud de les corbes, d'on deriva la definició de la distància riemanniana. Però les propietats mètriques dels triangles poden diferir de la trigonometria euclidiana. Aquesta diferència s'estudia en part pel teorema de comparació de Toponogov, que permet comparar almenys localment la varietat riemanniana estudiada en els espais models, segons les inequacions suposades conegudes sobre la curvatura de la secció. Entre els espais modelats hi ha:
- L'espai euclidià és una varietat riemanniana de curvatura nul·la;
- L'esfera de dimensió n és una varietat riemanniana de curvatura positiva constant 1;
- L'espai hiperbòlic de dimensió n és una varietat riemanniana de curvatura negativa -1.

### Geometria complexa
La geometria complexa comporta les propietats d'espais que es poden identificar localment amb {\displaystyle \mathbb {C} ^{n}}. Aquests objectes (varietat complexa) presenten una certa rigidesa, que es desprén de la unicitat d'un prolongament analític d'una funció de diverses variables.

### Geometria simplèctica
La geometria simplèctica es pot introduir com una generalització en dimensió superior de la noció d'àrea que es troba en dimensió 2. Com la geometria complexa, els seus objectes d'estudi, les varietats simplèctiques, són força rígids.

## Aplicacions de la geometria
Durant molt de temps, la geometria i l'astronomia han estat lligades. A un nivell elemental, el càlcul de les mides de la Lluna, del Sol i de les seves distàncies respectives a la Terra fa servir el teorema de Tales. En els primers models del sistema solar, a cada planeta se li associava un sòlid platònic. Des de les observacions astronòmiques de Kepler, confirmades pels treballs de Newton, s'ha vist que els planetes segueixen una òrbita el·líptica que té el Sol en un dels seus focus. Aquestes consideracions de natura geomètrica es fan servir habitualment en mecànica clàssica per a descriure'n qualitativament les trajectòries.
En aquest sentit, la geometria intervé en enginyeria en l'estudi de l'estabilitat d'un sistema mecànic. També intervé de forma encara més natural en el dibuix tècnic. El dibuix tècnic presenta les seccions o les projeccions d'un objecte tridimensional, i en conté anotades les longituds i els angles. És la primera etapa de la realització d'un projecte de disseny industrial. Recentment, l'aplicació de la informàtica a la geometria ha permès l'arribada del disseny assistit per ordinador (CAD), i del càlcul per elements finits.
La trigonometria euclidiana intervé en òptica per estudiar, per exemple, la difracció de la llum. La geometria també és a l'origen del desenvolupament de la navegació aquàtica basant-se en les estrelles (amb els sextants), cartografia, navegació aèria (pilotatge d'instruments a partir dels senyals de les balises).
Els nous avenços en geometria al segle XIX troben aplicació en física. Sovint es diu que la geometria de Riemann ha estat motivada inicialment per les interrogacions de Gauss sobre la cartografia de la Terra. Dona compte en particular de la geometria de les superfícies en l'espai. Una de les seves extensions, la geometria Lorenz, ha subministrat el formalisme ideal per formular les lleis de la relativitat general. La geometria diferencial troba noves aplicacions en la física postnewtoniana amb la teoria de cordes o la de les membranes.
La geometria no commutativa, inventada per Alain Connes, s'està imposant per oferir les estructures matemàtiques adequades amb les quals treballar per establir noves teories físiques.
Dins la relació entre matemàtiques i futbol, es pot fer servir la geometria per construir les proporcions perfectes d'un estadi de futbol, d'una pilota o usant la proporció àuria, i optimitzant el joc.

## Geòmetres
Categoria principal: Geòmetres
- Euclides (c. 300 aC)
- Al-Mahaní (853 -)
- Thàbit ibn Qurra (836 - 901)
- Al-Buzajaní
- Ibn al-Hàytham (~965 - 1040)
- Omar Khayyam (1048 - 1131)
- Geber
- Nassir-ad-Din at-Tussí (1201– 1274)
- Witelo (c. 1230)
- Levi ben Gerson (1288 - 1344)
- Oronce Finé
- Pedro Nunes. De erratis Orontii Finei (Coïmbra, 1546).[10]
- Girard Desargues (1591-1661)
- René Descartes (1596-1650)
- Pierre de Fermat (1601-1665)
- John Wallis (1616 – 1703)
- Giovanni Girolamo Saccheri (1667 – 1733)
- Carl Friedrich Gauss (1777 – 1855)
- Nikolai Ivanovich Lobachevsky (1792 - 1856)
- János Bolyai (1802 - 1860)
- Ludwig Schläfli (1814 - 1895)
- Bernhard Riemann (1826 – 1866)
- Felix Klein (1849 – 1925)
- Henri Poincaré (1854 – 1912)